# Велети
Велетите (на немски: Wieleten, Welataben, Wilzen, Wilsen, Wilciken, Wilkinen; на полски: Wieleci) са западнославянски племенен съюз, който през 8 и 9 век живее в източен Мекленбург, Предна Померания и в северен Бранденбург, в североизточна съвременна Германия между реките Елба и Одер.
Съюзът се състои от племена с неизвестно име. На техния връх стоял племенен владетел или велик княз. От средата на 10 век съюзът се разпада и се образуват нови племена, които до края на 10 век в саксонските източници се наричат общо лютичи.
Те имат през 789 г. племенен владетел (rex) Драговит с резиденция замък в civitas Dragawiti, който се подчинява на Карл Велики.
Последните сведения за Велетите са от 808-812 г. за граничните боеве между тях и франките в Пригниц (в Бранденбург).